# Memtest86
Memtest86 est un logiciel conçu pour réaliser des tests exhaustifs de la mémoire vive d'un ordinateur PC, afin de détecter d'éventuelles erreurs ou défectuosités.

## Description
Ce logiciel a été conçu pour être exécuté à l'aide d'un système amorçable, tels qu'une disquette ou un CD-ROM système (live CD). Les tests effectués par Memtest86 sont suffisamment exhaustifs et peuvent déceler des problèmes ou défectuosités sur des ordinateurs qui semblent fonctionner normalement. Avec plusieurs jeux de puces, Memtest86 peut faire le décompte de défectuosités, y compris sur les barrettes de mémoire à code correcteur d'erreurs (ECC) permettant de corriger les erreurs de lecture et/ou d'écriture.